# The Conqueror (film)
Cet article concerne le film de Raoul Walsh. Pour le titre initial de l'album de Patrick Wolf, voir The Conqueror.
Pour plus de détails, voir Fiche technique et Distribution.
The Conqueror est un film muet américain réalisé par Raoul Walsh et sorti en 1917.

## Synopsis
La vie romancée de Sam Houston, un des fondateurs de la république du Texas, avant l'épisode d'Alamo

## Fiche technique
- Titre original : The Conqueror
- Réalisation : Raoul Walsh
- Scénario : Chester Blinn Clapp[1],[2], Raoul Walsh[2],[3], d'après une histoire de Henry Christeen Warnack
- Décors : George Grenier
- Photographie : Dal Clawson
- Société de production : Fox Film Corporation
- Société de distribution : Fox Film Corporation
- Pays de production :  États-Unis
- Langue originale : anglais
- Format : noir et blanc — 35 mm — 1,37:1 — film muet
- Genre : Biographie romancée
- Durée : 80 minutes
- Date de sortie :
  - États-Unis : 10 septembre 1917 (première à New York)
- Licence : Domaine public

## Distribution
- William Farnum : Sam Houston
- Jewel Carmen : Eliza Allen
- Charles Clary : Sidney Stokes
- James A. Marcus : Jumbo
- Carrie Clark Ward : Mammy
- William Chisolm : Dr. Spencer
- Robert Dunbar : le juge Allen
- Owen Jones : James Houston
- William Eagle Shirt : un chef indien
- Chief Birdhead : un chef indien
- Little Bear : un chef indien